# 납의 시대
납의 시대(이탈리아어: Anni di piombo 안니 디 피옴보[*])는 1960년대 말에서 1980년대 초에 걸친 이탈리아의 사회정치적 혼란기로서, 이탈리아 역사학계에서 그 당시 사회가 흡사 납과 같은 무거운 것이 짓누르고 있던 시기라는 의미로 이처럼 부르고 있다. 정치적 논쟁이 격회되어 길거리 폭력, 무장 충돌, 테러리즘으로 표출됐고, 극좌 및 극우 단체가 테러 활동을 일삼았다.
납의 시대라는 명칭의 유래는 서독에서도 발생한 동시대의 유사한 역사적 경험을 다룬 마르가레테 폰 트로타의 1981년 작인 동명의 영화가 기원이다. 한국에는 '독일 자메'로 알려져있으나, 원어 표기는 'Die bleierne Zeit'로서 '납의 시대'를 의미한다. 또한 이 명칭은 미국과 소련 간의 갈등하던 냉전 시대애 여러 국가에서 발생한 다양한 테러 활동과 콘도르 작전과 같이 독재 체재 지지 활동까지도 '납의 시대'라고 부르는 국제적이고 보다 광범위한 용어로도 사용되고 있다.

## 같이 보기
- 폰타나 광장 폭탄테러
- 독일의 가을
- 북아일랜드 분쟁